# Horrorshow
Horrorshow ist ein australisches Hip-Hop-Duo aus Sydney, genauer aus dem Viertel Inner West. Das Duo besteht aus MC Solo (Rap) und Adit (Produzent). Horrorshow sind bei Elefant Traks unter Vertrag und gemeinsam mit Spit Syndicate, Jackie Onassis and Joyride Mitglied der One Day Crew.
Horrorshow haben seit 2008 vier Alben sowie ein Akustik-Album und ein Live-Album veröffentlicht.

## Geschichte

### The Grey Space
Nachdem Horrorshow bei Elefant Traks unter Vertrag genommen worden waren, erschien das Debütalbum The Grey Space, das vor allem von der High-School-Zeit der beiden geprägt war. In dieser Zeit hatten Horrorshow auch Spit Syndicate und Joyride kennengelernt und die One Day Crew gegründet. Elefant Trak Co-Founder Urthboy erklärte in einem Blogpost, der im Vorfeld zum dritten Album des Duos erschien, das Signing wie folgt:

„Als Horrorshow mir The Grey Space zeigten, war mir klar, dass die beiden Fans davon sind, Atmosphäre zu erzeugen. Dass sie "Walk You Home" nicht mit auf das Album nahmen, sondern für das zweite Album behielten, war definitiv die bessere Entscheidung, obwohl ich mir das damals anders gewünscht hätte.“

Das Album wurde für einen ARIA Award nominiert. Horrorshow spielten mit dem Album unter anderem Touren mit The Herd, Muph & Plutonic und Hermitude.

### Inside Story
Als zweites Album folgte 2009 Inside Story. Das Album wurde von den Fans der Band für die eloquenten Texte und die einfühlsame Musik gelobt. Das Album wurde vom australischen Radiosender Triple J zum Feature Album und von FBi Radio zum Album der Woche gekürt und bekam allgemein sehr positive Kritiken.

### King Amongst Many
2013 erschien mit King Amongst Many das dritte Album des Duos. Das Album erschien wie schon die beiden Alben zuvor auf Elefant Traks.
Im Mai 2013 erschien die Single Unfair Lottery.
King Amongst Many wurde vom Radiosender Triple J zum Album der Woche gekürt.

### Bardo State
Im August 2016 veröffentlichten Horrorshow die Single 'If You Know What I Mean' als ersten Vorboten des vierten Studioalbums. Im Januar folgte die Single Push mit Gastvocals des 16-jährigen Taj Ralph. Das Album Bardo State erschien am 24. Februar. Der Albumtitel ist eine „Reverenz an das The Tibetan Book of the Dead (auch Bardo Thodol)“ Im April folgte mit Eat The Cake eine weitere Singleauskopplung. Für das Video arbeiteten Horrorshow mit der australischen Comedy-Gruppe Aunty Donna zusammen. Auf dem Track After Dark wurde die Band gesanglich von Hayley Mary, der Frontfrau der Jezabels, unterstützt.
Im Frühjahr 2017 wurden Horrorshow von Netflix im Rahmen der Promotion für die Serie The Get Down als Duo porträtiert, welches die Werte des Hip-Hop mustergültig verkörpere.

### Live at the SpiegeltentundLive from the Listen Close Tour
2013 veröffentlichte die Band das Live-Album Live at the Spiegeltent von ihrem Auftritt im Spiegeltent in Sydney.
Im Oktober 2015 folgte mit Live from the Listen Close Tour ein Live-Album, welches auf der Listen-Close-Tour im Frühjahr 2015 aufgenommen worden war. Das Album enthält auch One-Day-Songs.

### Touren und Live
Neben zahlreichen Touren in Australien waren Horrorshow 2010 als Support für Brother Ali und Urthboy in Deutschland und für Hilltop Hoods auf deren ausverkauften London-Show. 2012 waren Horrorshow wieder als Support für Hilltop Hoods auf deren Europa- und Australien-Tour. Das Duo hat jede ihrer Sydney-Headline Shows ausverkauft und auf zahlreichen namhaften Festivals in Australien, wie zum Beispiel dem Big Day Out, Splendour in the Grass, dem Brisbane Festival und dem Spiegeltent gespielt. Die geplante, erste Show in den USA auf dem Soundset Festival 2017 in Minneapolis mussten Horrorshow kurzfristig aufgrund persönlicher Gründe absagen.

## Kollaborationen
Solo war auf zahlreichen Collaborationen und als Gastsänger auf zahlreichen Songs zu hören:
- Urthboy – "Them Shackles" mit Jane Tyrrell auf Spitshine (2009)
- Urthboy – "On Your Shoulders" mit Jimblah auf Smokey’s Haunt (2012)
- Spit Syndicate – "Here Today Gone Tomorrow", "On & On" und "All Summer Long (Part Two)" auf Towards The Light (2008)
- Spit Syndicate – "Showtime" und "Contour Lines" auf Exile (2010)
- Spit Syndicate – "Venice Queen" auf dem Best Intentions Mixtape (Part One) (2011)
- Spit Syndicate – "Along The Way" mit Sunday Gentlemen (2013)
- Illy – "Red Light Green Light" mit Spit Syndicate und Cisco Tavares auf Long Story Short (2009)
- M-Phazes – "For What It’s Worth" auf Good Gracious (2010)
- Tuka – "Mr. Inside" auf Feedback Loop (2012)
- Thundamentals – "Got Love" auf So We Can Remember (2014)
- Chasm – "Highs And Lows" mit Fashawn und David Dallas auf This Is How We Never Die (2012)
- Jackie Onassis – "Back Home Again" auf der Juliette EP (2014)
- Hilltop Hoods – "The Underground" mit Classified auf Drinking From The Sun (2012)
- Mantra – "Dead Em'" mit Illy, Jeremedy (Grey Ghost), Urthboy und Muph auf Speaking Volumes (2011)
- Joyride – "Pretend (Cecila) Gmix" von Nick Lupi auf der Honourable EP

## Diskografie (Auswahl)
Alben
- 2008: The Grey Space (Elefant Traks)
- 2009: Inside Story (Elefant Traks)
- 2013: King Amongst Many (Elefant Traks)
- 2017: Bardo State (Elefant Traks)
- 2019: New Normal (Elefant Traks)

Livealben
- 2013: Live at the Spiegeltent (Elefant Traks)
- 2015: Live from the Listen Close Tour (Elefant Traks)

Singles
- 2011: Did You Hear? (Elefant Traks) (ACED068)
- 2013: Unfair Lottery (Elefant Traks)
- 2015: Any Other Name (mit Thelma Plum, Jimblah & Urthboy) (Elefant Traks)
- 2016: If You Know What I Mean (Elefant Traks)
- 2017: Push ft. Taj Ralph (Elefant Traks)
- 2017: Murder on the Dancefloor (Posted on Soundcloud by One Day)
- 2017: Eat the Cake (Elefant Traks)